# 1246 w polityce
Wydarzenia polityczne w 1246 roku.

## Wydarzenia
- Nieudana próba zajęcia Austrii przez króla Czech Wacława I[1][2].
- Henryk Raspe został antykrólem w Niemczech[1].

## Zmarli
- 15 czerwca Fryderyk II Bitny, książę Austrii[3].